# Diecéze Alto Solimões
Diecéze Alto Solimões je římskokatolická diecéze nacházející se v Brazílii.

## Území
Zahrnuje území mikroregionu Alto Solimões ve státu Amazonas.
Biskupským sídlem je město Tabatinga, kde se nachází hlavní chrám, katedrála Svatých andělů strážných.

## Historie
Dne 23. května 1910 byla dekretem Cum ex nimia Kongregace konzistoře zřízena z části území diecéze Amazonas apoštolská prefektura Alto Solimões.
Dne 11. srpna 1950 byla prefektura bulou Laeto accepimus papeže Pia XII. povýšena na územní prelaturu se sídlem v São Paulo de Olivença. Byla sufragánou arcidiecéze Belém do Pará. Dne 14. srpna 1991 papež Jan Pavel II. povýšil bulou Constat praelaturam prelaturu na diecézi a přesunul sídlo do města Tabatinga.

## Seznam apoštolských prefektů, prelátů a biskupů
- Evangelista Galea da Cefalonia, O.F.M. Cap. (1910–1938)
- Tommaso da Marcellano, O.F.M. Cap. (1938–1945)
- Venceslao Nazzareno Ponti, O.F.M. Cap. (1946–1952)
- Cesario Alessandro Minali, O.F.M. Cap. (1955–1958)
- Adalberto Domenico Marzi, O.F.M. Cap. (1961–1990)
- Evangelista Alcimar Caldas Magalhães, O.F.M. Cap. (1990–2015)
- Adolfo Zon Pereira, S.X. (od 2015)